# گوپل
گوپل، روستایی از توابع بخش خورگام شهرستان رودبار در استان گیلان ایران است.

## جمعیت
این روستا در دهستان خورگام قرار دارد و براساس سرشماری مرکز آمار ایران در سال ۱۳۸۵، جمعیت آن ۳۲۸ نفر (۱۰۲خانوار) بوده‌است. مردم این روستا کرمانج هستند.